# Canaveral National Seashore
Le Canaveral National Seashore est une aire protégée américaine située sur les bords de l'océan Atlantique, en Floride. Créée le 3 janvier 1975, elle protège 233,35 km2 sur une île-barrière dans les comtés de Brevard et Volusia. Ces 38 km de plages immaculées, de dunes et son lagon Mosquito, sont la plus longue étendue de terres non développées le long de la côte est de la Floride. 

## Description
Le site se trouve sur une bande d'île littorale qui comprend des dunes, des plages, l'océan, une lagune, des marais salants, des pinèdes. Ces habitats permettent à une flore et à une faune aquatique de se développer. On recense 1045 espèces de plantes et 310 sortes d'oiseaux. Les très menacées tortues de mer y sont protégées. 
Le centre spatial John F. Kennedy est situé à l'extrémité sud de l'île barrière occupée par Canaveral National Seashore, de sorte que l'accès au bord de la mer est souvent restreint pendant les activités liées au lancement au centre spatial. Mosquito Lagoon borde l'autre côté du cap depuis le bord de mer.  

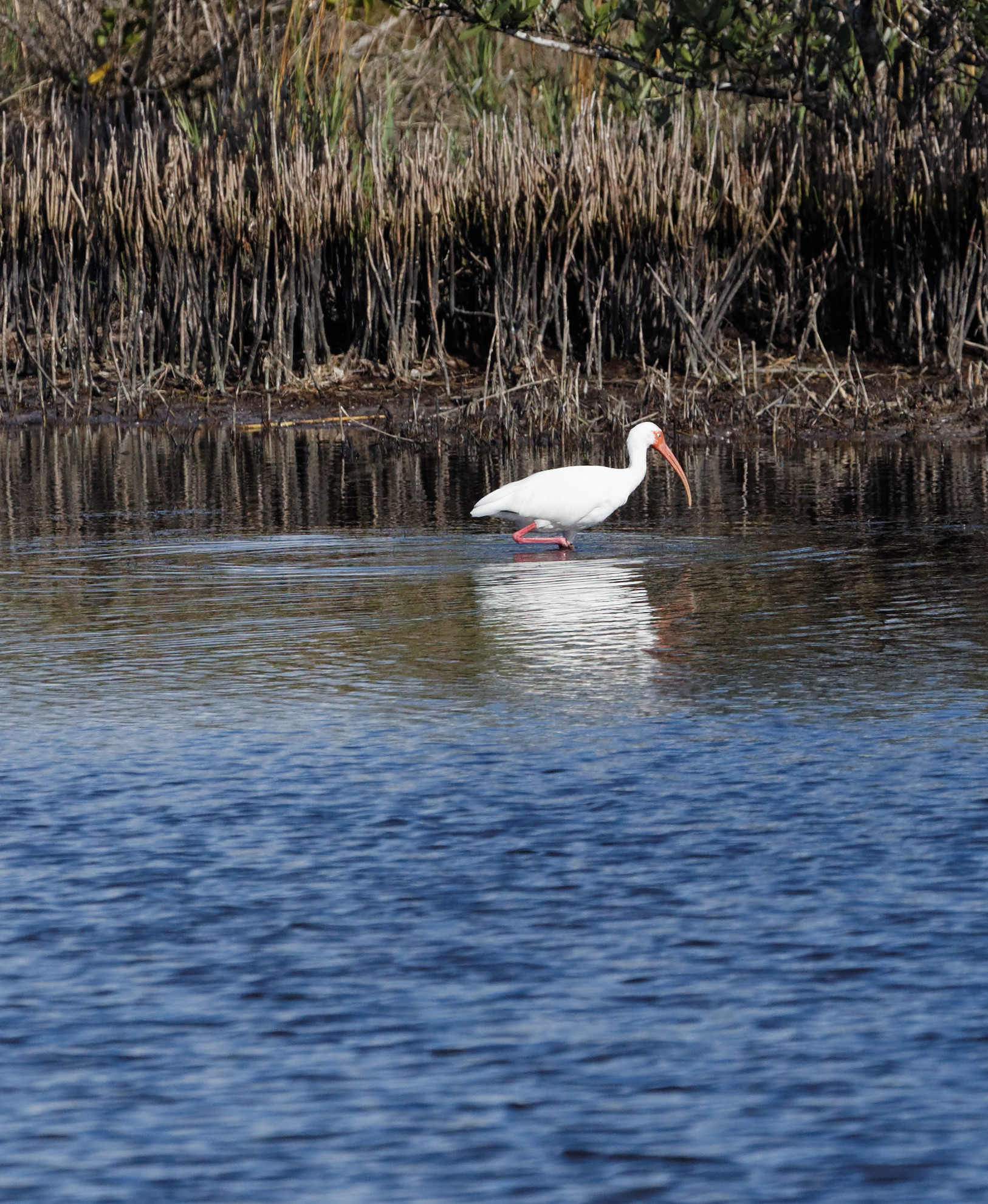
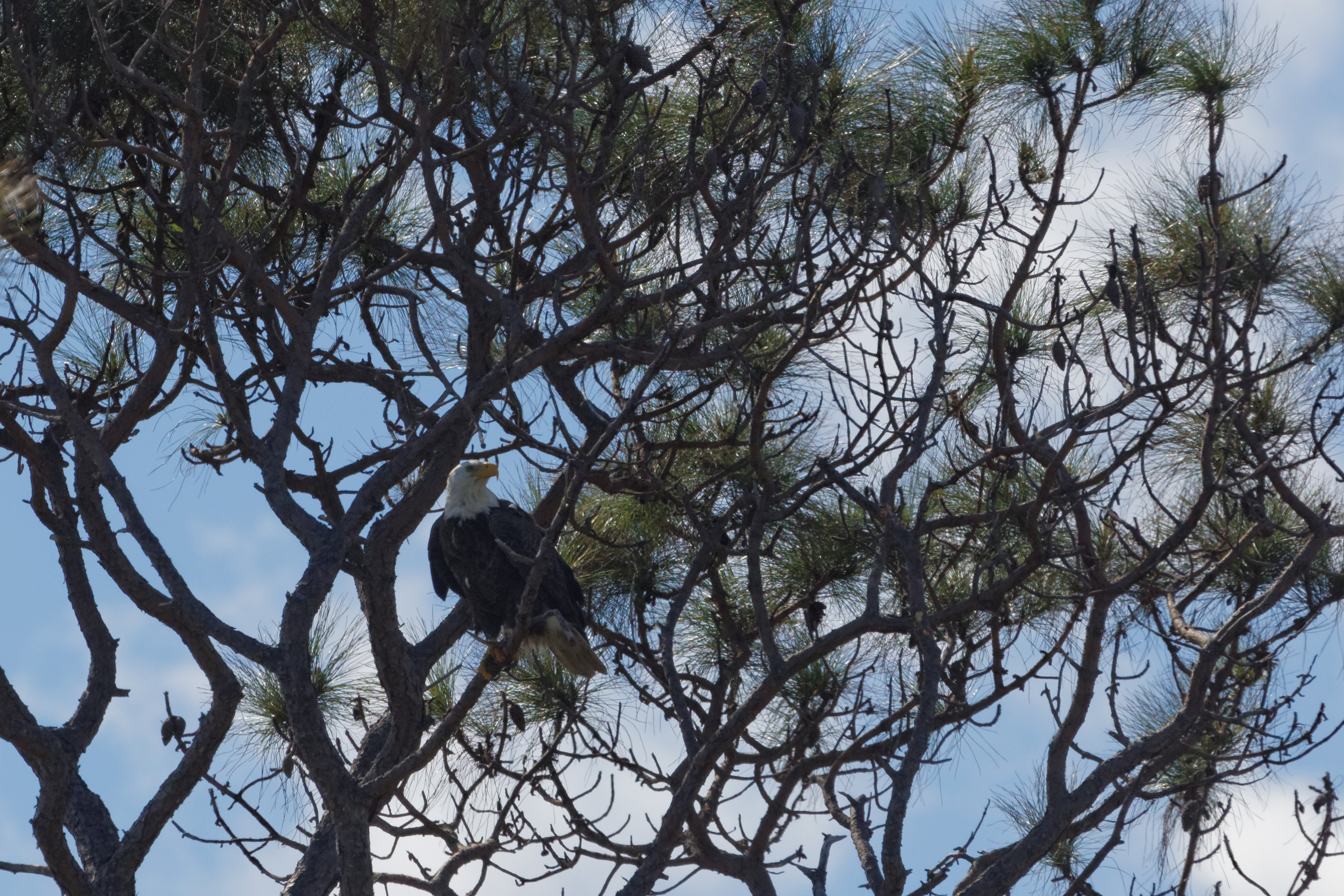
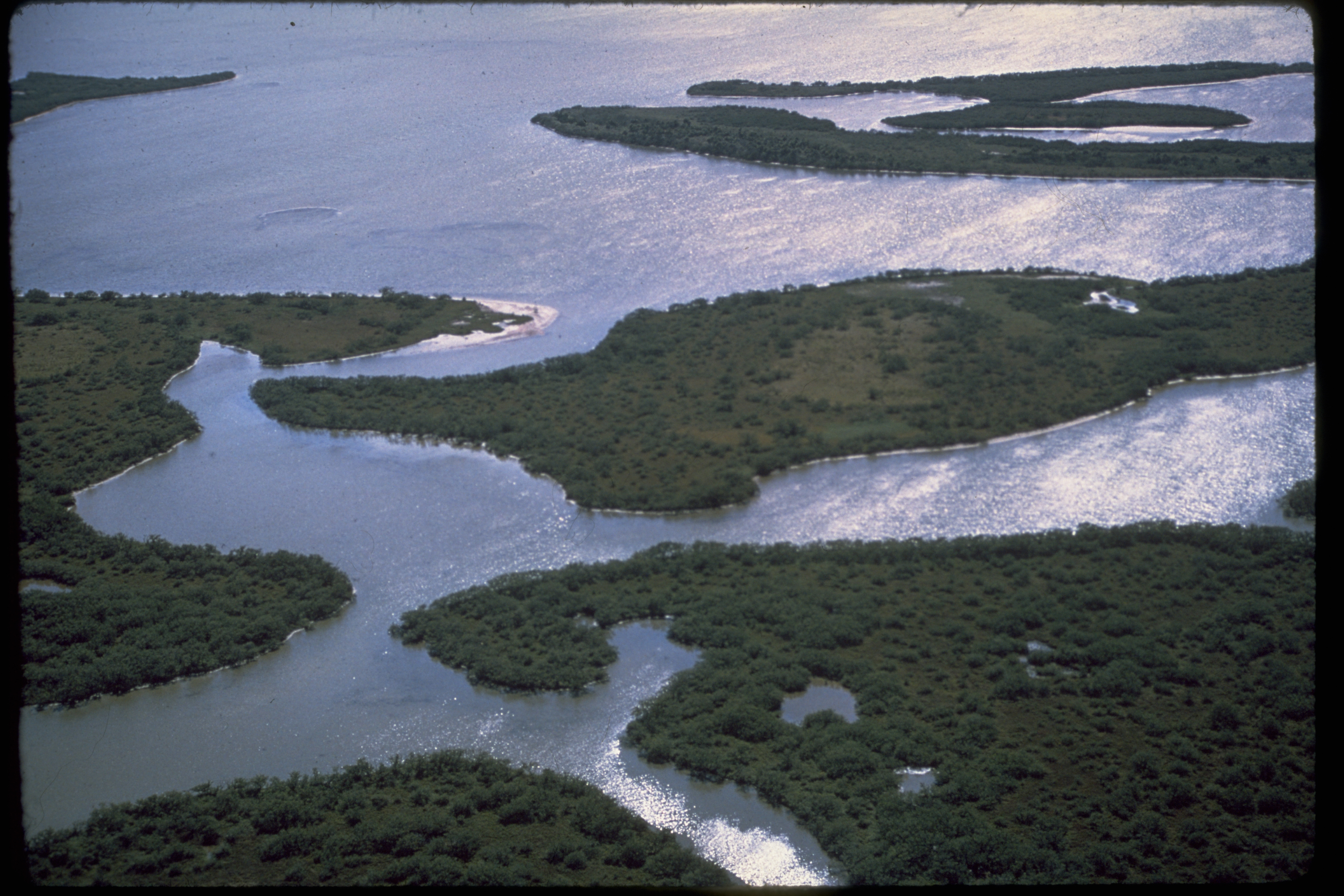
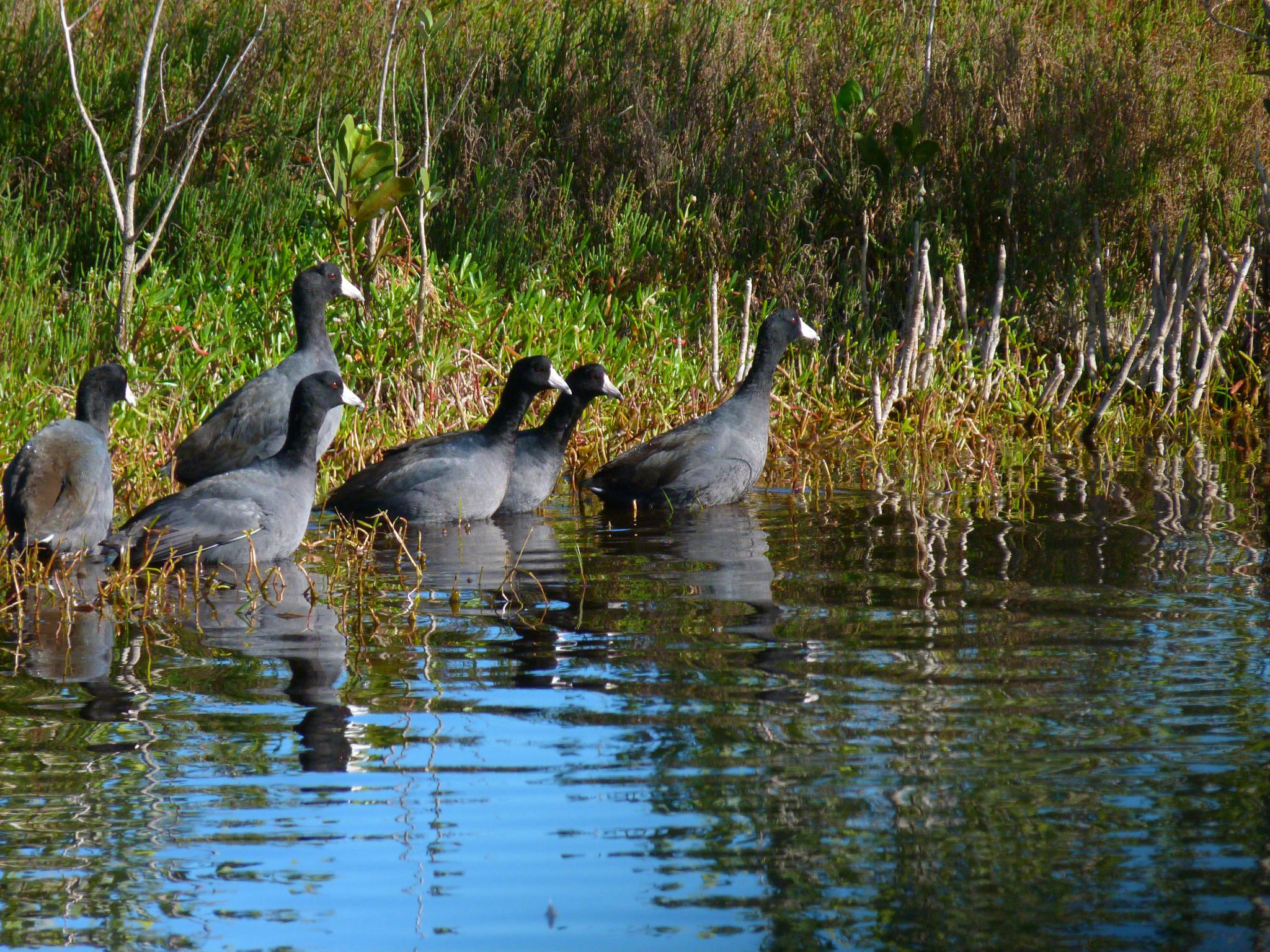
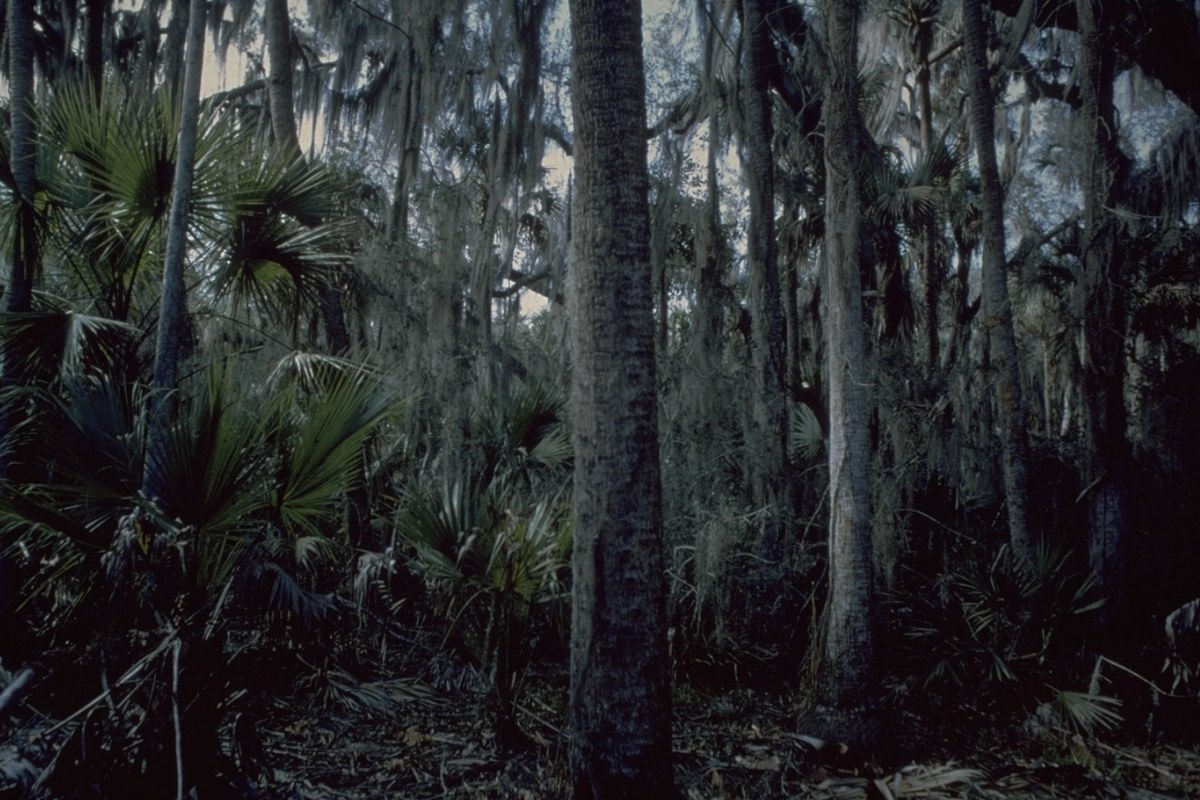
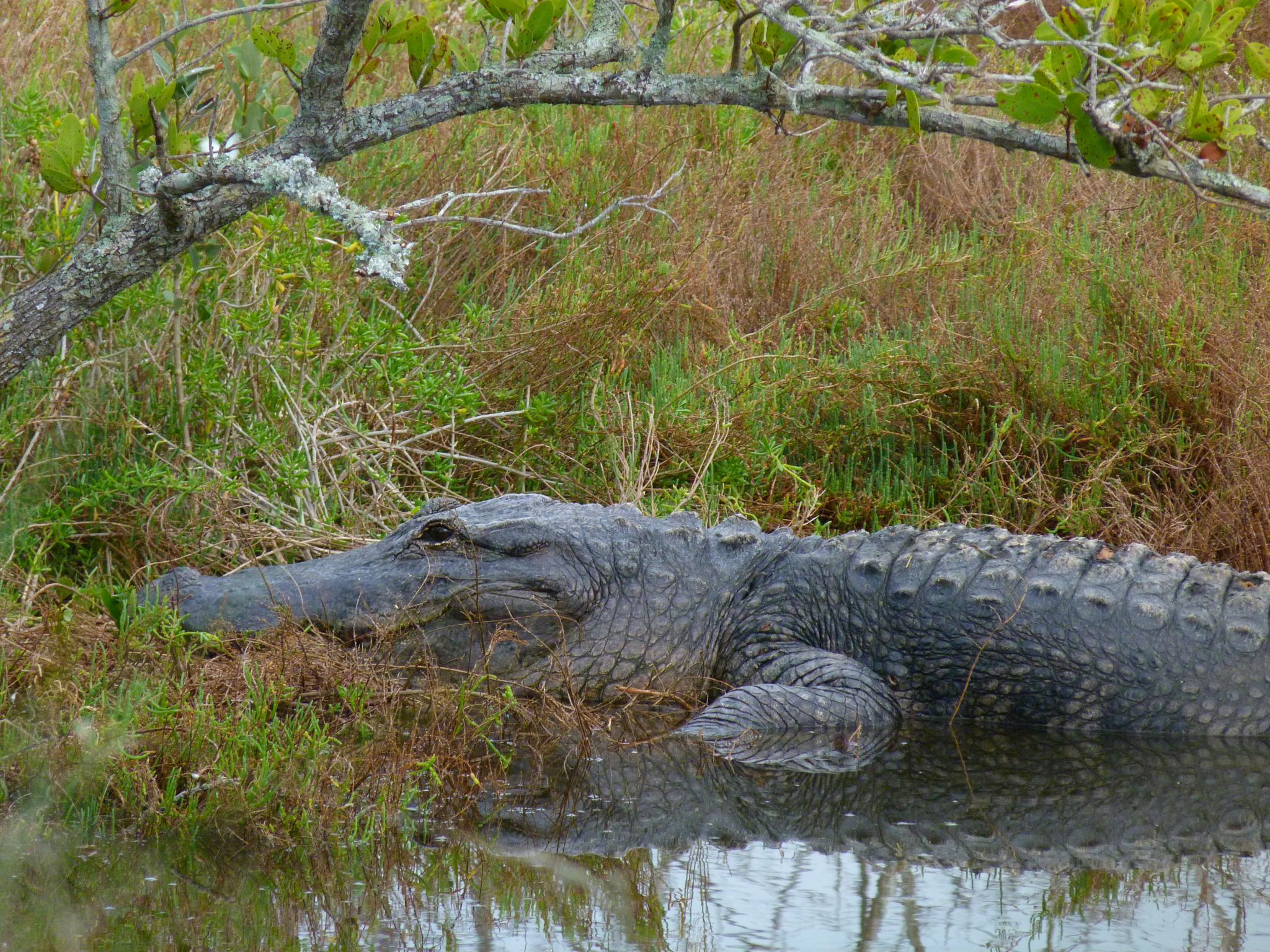
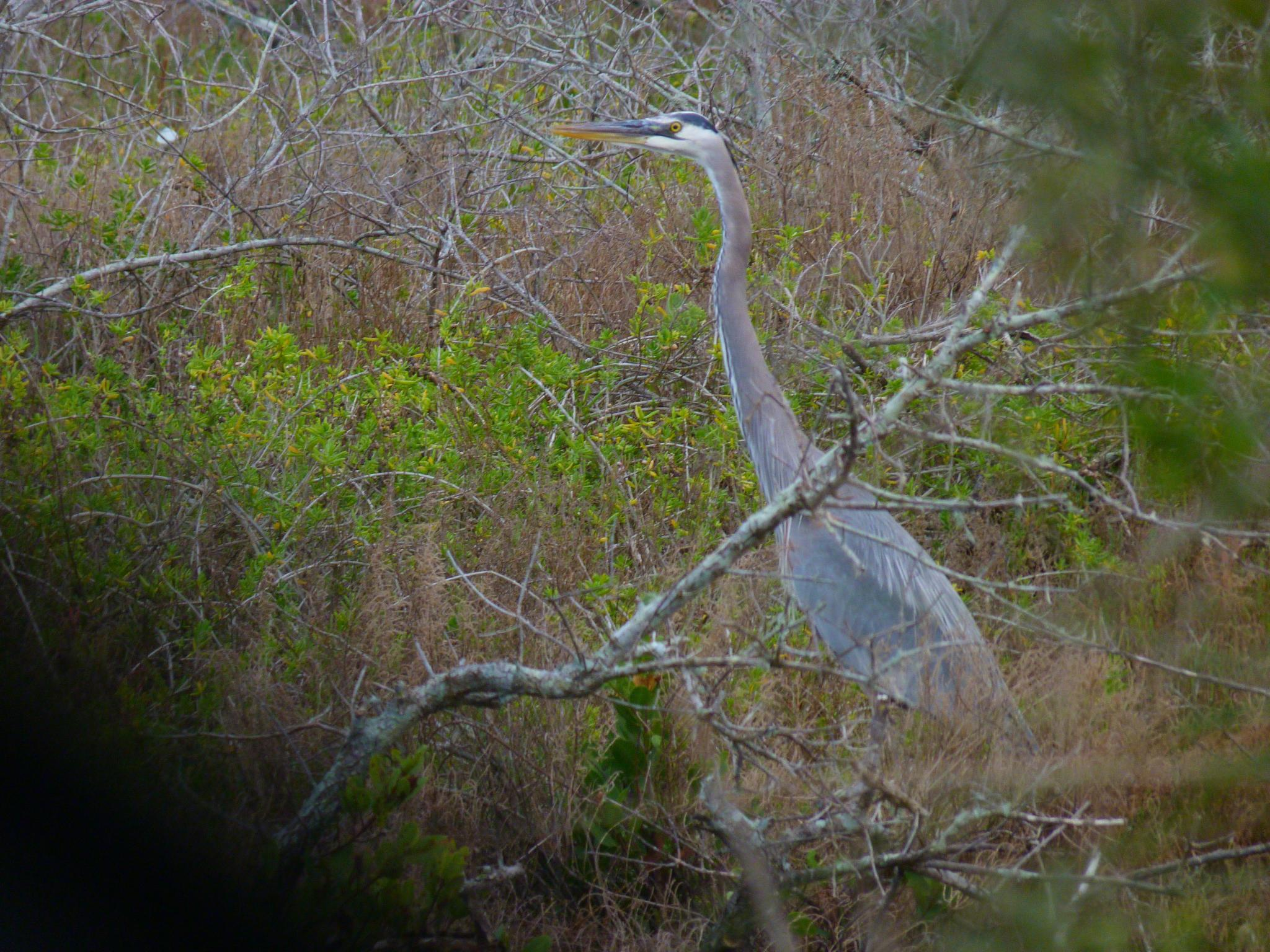
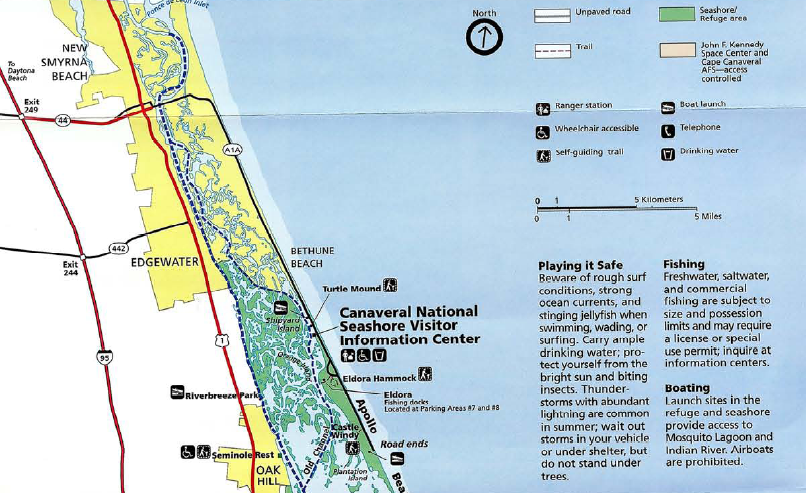
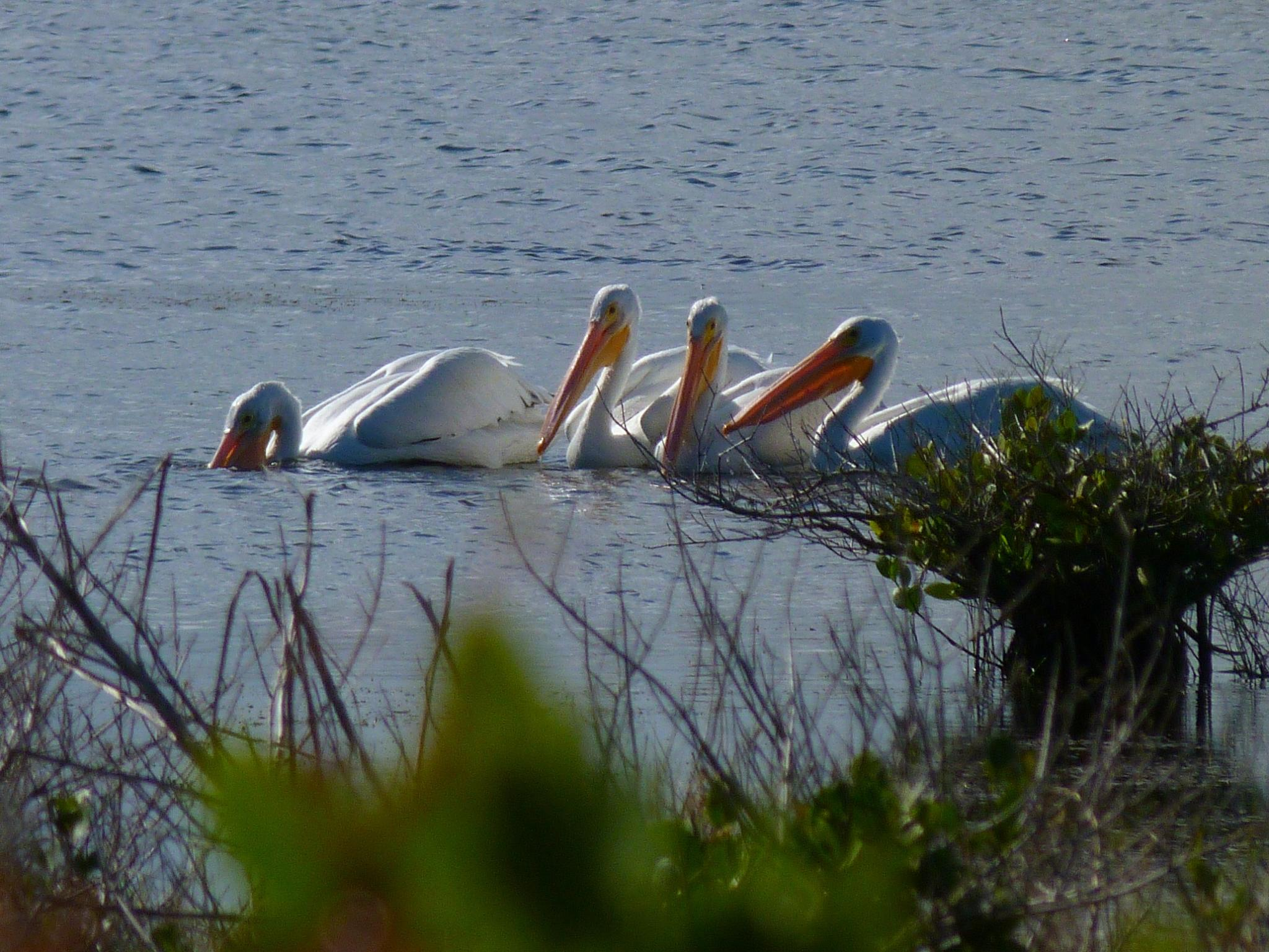
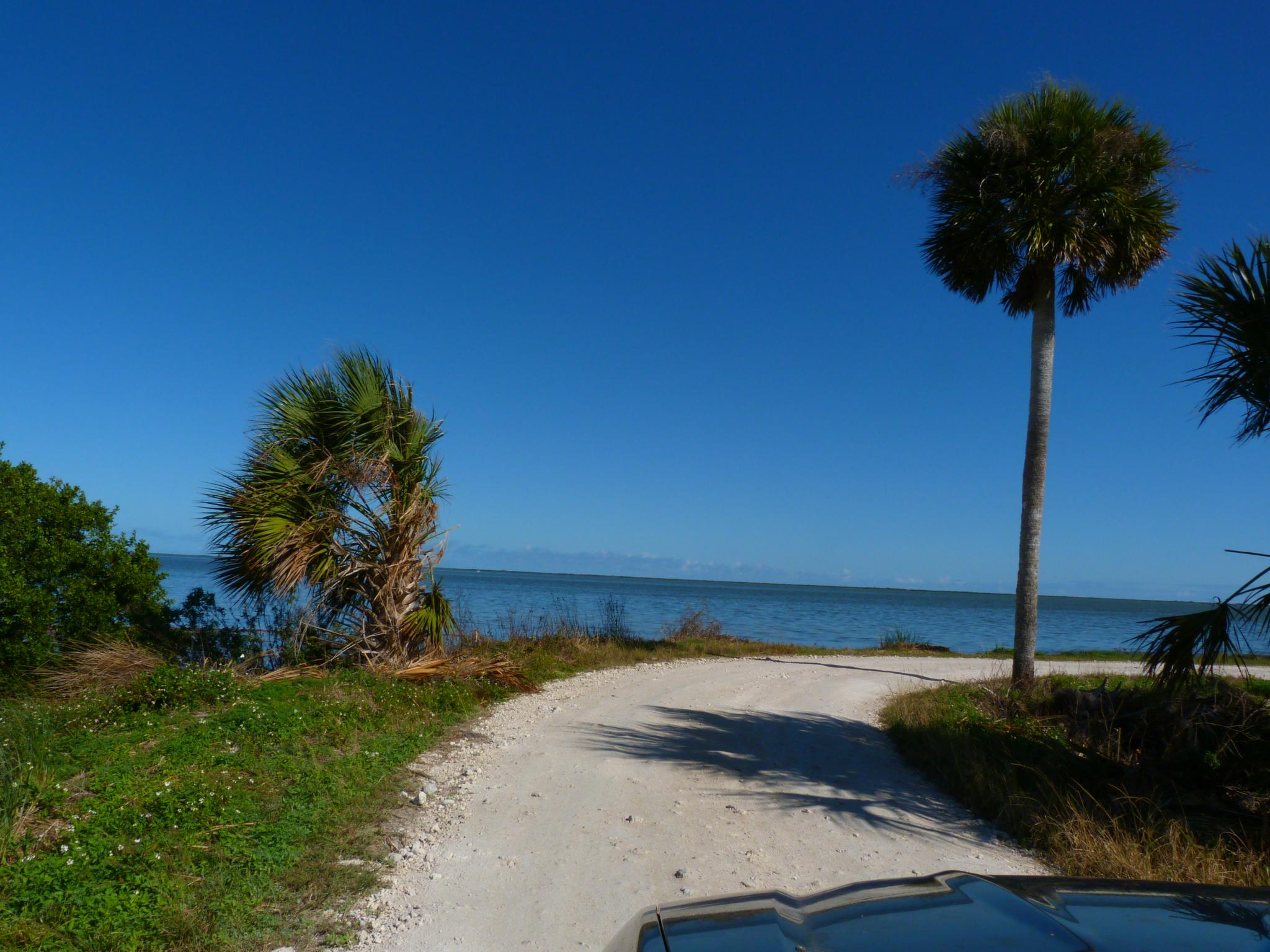